# 奧澤爾內 (米爾霍羅德區)
50°24′43″N 33°4′46″E / 50.41194°N 33.07944°E
奧澤爾內（烏克蘭語：Озерне）是位於烏克蘭中部的村莊，由波爾塔瓦州米爾霍羅德區的洛赫維察市鎮負責管轄。該村距離索基里哈1公里，始建於1809年，面積0.96平方公里，海拔高度154米，2001年人口54。